# Liste des paramos de Colombie
Cet article est une liste des paramos situées en Colombie.
| Nom                     | Massif                       | Département(s)                       | Surface (km2) | Coordonnées                 |
| ----------------------- | ---------------------------- | ------------------------------------ | ------------- | --------------------------- |
| Paramo de Surivaca      | Sierra Nevada de Santa Marta | Cesar - La Guajira                   |               |                             |
| Paramo de Torrecillas   | Cordillère Orientale         | Norte de Santander                   |               |                             |
| Paramo de Guerrero      | Cordillère Orientale         | Norte de Santander                   |               |                             |
| Paramo de los Bueyes    | Cordillère Orientale         | Norte de Santander                   |               |                             |
| Paramo de Ramírez       | Cordillère Orientale         | Norte de Santander                   |               |                             |
| Paramo La Cabrera       | Cordillère Orientale         | Norte de Santander                   |               |                             |
| Paramo de Tamá          | Cordillère Orientale         | Norte de Santander                   |               |                             |
| Páramo Santa Isabel     | Cordillère Orientale         | Norte de Santander                   |               |                             |
| Páramo del Almorzadero  | Cordillère Orientale         | Santander                            |               |                             |
| Páramo de Anagá         | Cordillère Orientale         | Santander                            |               |                             |
| Páramo de Guata         | Cordillère Orientale         | Santander                            |               |                             |
| Páramo Carnicerías      | Cordillère Orientale         | Santander                            |               |                             |
| Páramo de Pisba         | Cordillère Orientale         | Boyacá                               |               |                             |
| Páramo Cadillal         | Cordillère Orientale         | Boyacá                               |               |                             |
| Páramo El Cristol       | Cordillère Orientale         | Boyacá                               |               |                             |
| Paramo d'Ocetá          | Cordillère Orientale         | Boyacá                               |               |                             |
| Páramo de Ogontá        | Cordillère Orientale         | Boyacá                               |               |                             |
| Páramo Franco           | Cordillère Orientale         | Boyacá                               |               |                             |
| Páramo Suse             | Cordillère Orientale         | Boyacá                               |               |                             |
| Páramo Chontales        | Cordillère Orientale         | Boyacá                               |               |                             |
| Páramo Las Alfombras    | Cordillère Orientale         | Boyacá                               |               |                             |
| Páramo Rabanal          | Cordillère Orientale         | Boyacá - Cundinamarca                |               |                             |
| Páramo del Tablón       | Cordillère Orientale         | Cundinamarca                         |               |                             |
| Páramo Barajas          | Cordillère Orientale         | Cundinamarca                         |               |                             |
| Páramo de Chingaza      | Cordillère Orientale         | Cundinamarca - Meta                  | 645           | 4° 32′ 49″ N, 73° 39′ 43″ O |
| Páramo Napa             | Cordillère Orientale         | Cundinamarca                         |               |                             |
| Páramo Guerrero         | Cordillère Orientale         | Cundinamarca                         |               |                             |
| Páramo de Cruz Verde    | Cordillère Orientale         | Cundinamarca - Bogota                |               |                             |
| Páramo de Animas        | Cordillère Orientale         | Cundinamarca - Bogota                |               |                             |
| Páramo de Amarguras     | Cordillère Orientale         | Cundinamarca - Bogota                |               |                             |
| Páramo Las Mercedes     | Cordillère Orientale         | Cundinamarca - Meta                  |               |                             |
| Páramo de Sumapaz       | Cordillère Orientale         | Bogota - Cundinamarca - Huila - Meta | 1 780         | 4° 25′ 00″ N, 74° 06′ 00″ O |
| Páramo de Frontino (es) | Cordillère Occidentale       | Antioquia                            |               |                             |
| Páramo de Belmira       | Cordillère Centrale          | Antioquia                            |               |                             |
| Páramo de Sonsón (es)   | Cordillère Centrale          | Antioquia                            |               |                             |
| Páramo Herveo           | Cordillère Centrale          | Caldas                               |               |                             |
| Páramo de Santa Rosa    | Cordillère Centrale          | Risaralda                            |               |                             |
| Páramo Los Valles       | Cordillère Centrale          | Tolima                               |               |                             |
| Páramo de Chumbarco     | Cordillère Centrale          | Tolima                               |               |                             |
| Páramo Las Nieves       | Cordillère Centrale          | Tolima                               |               |                             |
| Páramo de Barragán      | Cordillère Centrale          | Valle del Cauca - Tolima             |               |                             |
| Páramo de las Hermosas  | Cordillère Centrale          | Valle del Cauca - Tolima             |               |                             |
| Páramo La Estrella      | Cordillère Centrale          | Valle del Cauca - Tolima             |               |                             |
| Páramo Pan de Azúcar    | Cordillère Centrale          | Valle del Cauca                      |               |                             |
| Páramo del Japón        | Cordillère Centrale          | Valle del Cauca                      |               |                             |
| Páramo de los Domínguez | Cordillère Centrale          | Valle del Cauca                      |               |                             |
| Páramo Barbillas        | Nœud d'Almaguer              | Cauca                                |               |                             |
| Páramo El Buey          | Nœud d'Almaguer              | Huila                                |               |                             |
| Páramo de las Papas     | Nœud d'Almaguer              | Huila                                |               |                             |
| Páramo del Letrero      | Nœud d'Almaguer              | Huila                                |               |                             |
| Páramo Cutanga          | Nœud d'Almaguer              | Huila                                |               |                             |
| Páramo La Soledad       | Nœud d'Almaguer              | Huila                                |               |                             |
| Páramo Palacios         | Nœud de los Pastos           | Nariño                               |               |                             |